# Kanaal naar Beverlo
Het Kanaal naar Beverlo is een aftakking van het Kanaal Bocholt-Herentals ter hoogte van het gehucht "Blauwe Kei" te Lommel. Het is een van de zeven Kempische kanalen tussen de Maas en de Schelde.
De bouw werd gestart in 1854 en was drie jaar later reeds afgerond. Het kanaal werd voornamelijk om militaire reden gegraven. Na de onafhankelijkheid van België werd vanaf 1835 te Beverlo het Kamp van Beverlo opgericht (vanaf 1932 Leopoldsburg genoemd). Het Kamp had voor de bevoorrading en het transport van zwaar militair materiaal behoefte aan goede toegangswegen. Nadien werd het kanaal ook van belang voor de metaalindustrie (Vieille Montagne) die zich in 1889 te Balen langs het kanaal vestigde.
Het kanaal loopt dood in de havenkom van Leopoldsburg en is vrij van sluizen.

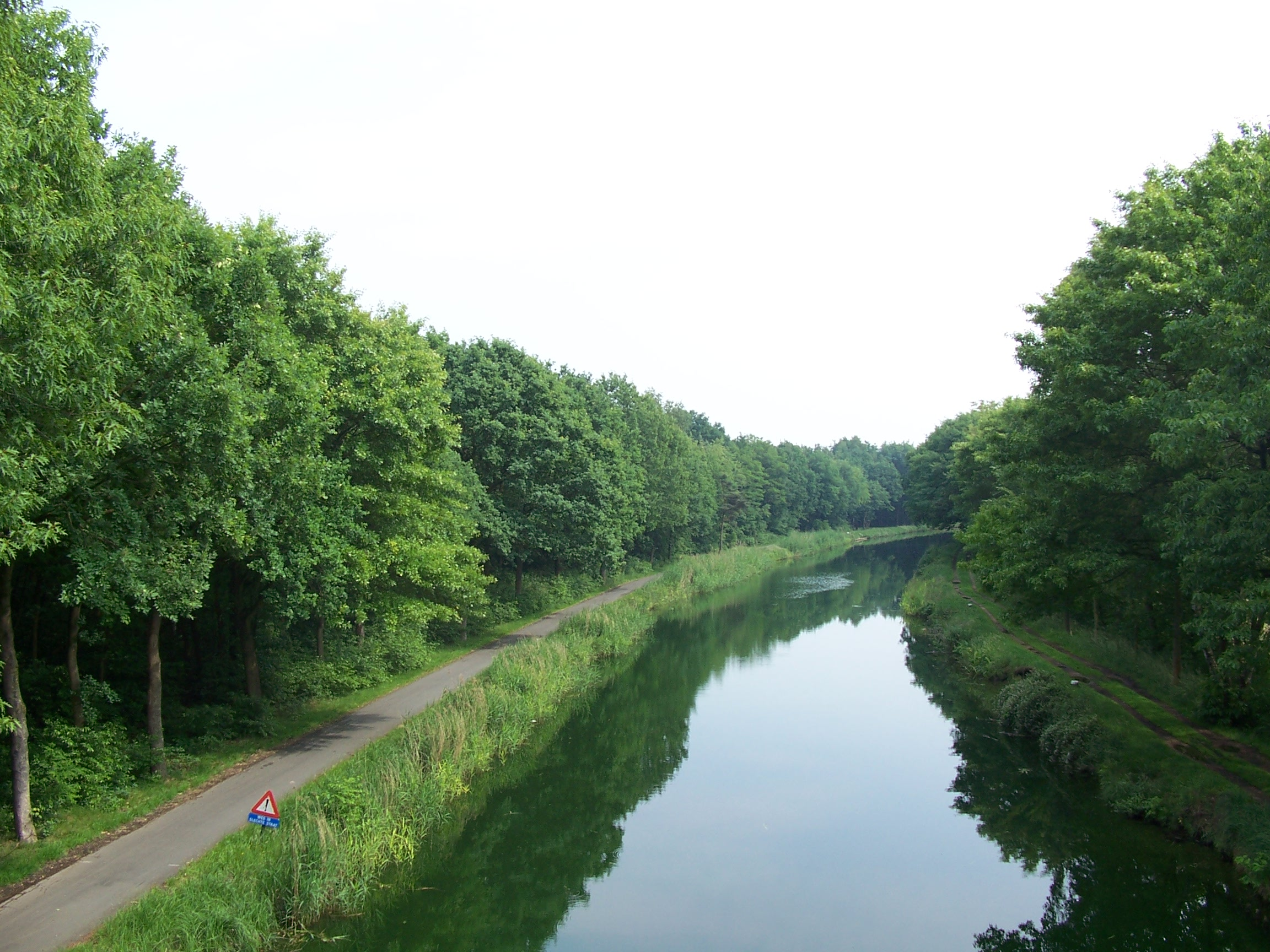
Kanaal naar Beverlo in de buurt van Lommel-Kerkhoven